# خوان ريدوندو
خوان ريدوندو (بالإسبانية: Juan Luis Redondo)‏ (مواليد 17 يناير 1977 في كاماس - إسبانيا) لاعب كرة قدم إسباني يلعب حاليا لصالح نادي الدرجة الأولى خيريث الإسباني منذ 2007 في مركز الظهير الأيمن .

## وصلات خارجية
- خوان ريدوندو على موقع الاتحاد الدولي (مؤرشف)  (الإنجليزية)
- خوان ريدوندو على موقع قاعدة بيانات كرة القدم.إي يو (الإنجليزية)
- خوان ريدوندو على موقع Soccerway.com (الإنجليزية)
- خوان ريدوندو على موقع عالم كرة القدم.نت (الإنجليزية)